# Sejm nadzwyczajny „Delegacyjny” (1773–1775)
Zasugerowano, aby zintegrować ten artykuł z artykułem Sejm Rozbiorowy (1773–1775). Nie opisano powodu propozycji integracji.
Sejm nadzwyczajny „Delegacyjny” 1773–1775 – I Rzeczypospolitej, został zwołany 22 lutego 1773 roku do Warszawy.
Sejmiki przedsejmowe w województwach odbyły się 23 marca, a sejmiki powtórne 5 kwietnia 1773 roku. 16 kwietnia 1773 roku zawiązała się konfederacja generalna, a obrady sejmu w sesjach i kadencjach trwały z przerwami od 19 kwietnia 1773 do 11 kwietnia 1775 roku. Marszałkami sejmu byli: Adam Poniński, kuchmistrz wielki koronny i Michał Radziwiłł, krajczy litewski.
Sesje sejmowe
- 19 kwietnia - 18 maja 1773
- 15 - 30 września 1773
- 22 stycznia - 6 maja 1774
- 1 – 3 października 1774
- 15 – 17 listopada 1774
- 28 lutego – 3 marca 1774
- 20 marca – 11 kwietnia 1775

Obrady delegacji w kadencjach
- 2 czerwca – 18 września 1773
- 2 października 1773 – 21 stycznia 1774
- 31 stycznia – 5 maja 1774
- 16 maja – 30 września 1774
- 4 października – 14 listopada 1774
- 21 listopada 1774 – 28 lutego 1775
- 6 – 19 marca 1775